# Kuropatniki (obwód tarnopolski)
Kuropatniki (ukr. Куропатники, Kuropatnyky) – wieś na Ukrainie w rejonie tarnopolskim należącym do obwodu tarnopolskiego.

## Historia
W 1462 Mikołaj z Dzierżanowa Pukowski herbu Grzymała za 150 grzywien nabył wieś i od tej pory pisał się z Kuropatnik.
Pod koniec XIX wieku częścią wsi była Wygnanka.
W 1937 urodził się tutaj Edward Skrętowicz. 
W II Rzeczypospolitej miejscowość w powiecie brzeżańskim województwa tarnopolskiego. W latach 1941–1944 nacjonaliści ukraińscy z OUN-UPA zamordowali 33 Polaków oraz 2 Żydów i 2 ukrywających się jeńców sowieckich. W 1950 r. także Ukraińca, który ułatwił swojej siostrze i jej dzieciom wyjazd do Polski.
Podczas okupacji niemieckiej mieszkająca we wsi polska rodzina Kmieciów ukrywała ośmioro Żydów z rodzin Fogelmanów i Katzów. W 1993 roku Instytut Jad Waszem pośmiertnie uhonorował Piotra Kmiecia (zamordowanego w 1944 roku przez ukraińskich nacjonalistów), a także wdowę po nim, Annę Kmieć, tytułami Sprawiedliwych wśród Narodów Świata. Rok później nagrodę tę otrzymały córki Piotra i Anny - Stefania Rokosz z d. Kmieć i Franciszka Rokosz z d. Kmieć.
Do 2020 w rejonie brzeżańskim.